# Ormtjärnen (Råneå socken, Norrbotten, 737337-176926)
Ormtjärnen är en sjö i Bodens kommun i Norrbotten och ingår i Råneälvens huvudavrinningsområde.